# Cantonul Rieumes
Cantonul Rieumes este un canton din arondismentul Muret, departamentul Haute-Garonne, regiunea Midi-Pyrénées, Franța.

## Comune
- Beaufort
- Bérat
- Forgues
- Labastide-Clermont
- Lahage
- Lautignac
- Monès
- Montastruc-Savès
- Montgras
- Le Pin-Murelet
- Plagnole
- Poucharramet
- Rieumes (reședință)
- Sabonnères
- Sajas
- Savères